# Foresta di Funtanamela
La foresta di Funtanamela è un complesso forestale appartenente al demanio della regione Sardegna. Si estende su una superficie di 497 ettari nel comune di Laconi, provincia di Oristano.
La foresta è caratterizzata dalla presenza di leccete (Quercus ilex), a volte in associazione con carpino nero (Ostrya carpinifolia) che, laddove si diradano, fanno spazio alla macchia alta con presenza di lentisco, fillirea, cisto, ginepro e corbezzolo. La fauna selvatica comprende il gatto selvatico, la martora, l'astore, la poiana ed il quercino sardo, oltre al cervo sardo, reintrodotto nel 1998, e un nucleo di cavalli della razza del Sarcidano, tutti allo stato libero.